# Polypedilum elgonatum
Polypedilum elgonatum är en tvåvingeart som beskrevs av Albu 1980. Polypedilum elgonatum ingår i släktet Polypedilum och familjen fjädermyggor. Inga underarter finns listade i Catalogue of Life.